# Продай свій будинок з привидами
Продай свій будинок з привидами (кор. 대박부동산) — південнокорейський містичний телесеріал що транслювався щосереди та щочетверга з 14 квітня по 9 червня 2021 року на телеканалі KBS2.

## Сюжет
Хон Чі А власниця невеликого агентства з нерухомості, яке відрізняється від інших тим що спеціалізується на продажу будинків з привидами в яких вона проводить ритуал вигнання духів. Можливість бачити привидів та відчувати душі загиблих що не можуть знайти спокій, Чі А успадкувала від матері. Двадцять років тому, виконуючи складний ритуал мати Чі А Хон Мі Чін недооцінила силу злого духа, та загинула при нез'ясованих обставинах. Після чого Мі Чін стала духом що мешкає на другому поверсі агентства. Допомагаючи іншим, Чі А ніяк не може допомогти своїй матері, позаяк не може з'ясувати що саме не дає заспокоїтись її духу. Також в роботі Чі А завжди потрібна участь екзорциста в тіло якого повинен тимчасово вселитися дух загиблого щоб дати їй змогу виконати ритуал вигнання. Але дух Мі Чін навіть близько не підпускає нікого на другий поверх агентства, а знайти підходящого екзорциста не вдається вже декілька років.
Одного разу, дрібний шахрай О Ін Бом, який разом зі своїм партнером ошукує довірливих громадян проводячи ритуал вигнання неіснуючих духів, стикається з Хон Чі А яка саме готувалась до проведення справжнього ритуалу. Вирішивши що вона така ж шахрайка як і він, Ін Бом вирішує домовитись з Чі А щоб вона не втручалась в справу яку він готує декілька тижнів, але домовитись з нею йому не вдається. Наступного вечора Чі А разом зі своїм екзорцистом вирушає проводити ритуал, але і Ін Бом прямує туди. Опинившись на місці він починає слідкувати за діями Чі А, але надмірна допитливість дорого коштувала Ін Бому, оскільки дух замість того щоб вселитися в тіло екзорциста обрав його тіло. Швидко зорієнтувавшись, Чі А вдається вигнати духа, натомість у Ін Бома залишаються всі спогади з минулого життя привида. Спочатку Ін Бом відмовляється вірити в справжність того що з ним сталося, але постійні спогади з чужого життя довго не дають йому спокою.
На наступній справі Ін Бом знову стикається з Чі А. Оскільки злий дух на сей раз оселився у великій приватній галереї і власники готові щедро заплатити за вигнання, Ін Бом знов не хоче втратити вигідної справи. Чі А також пам'ятаючи минулий раз, підозрює що у Ін Бома є екстрасенсорні здібності, вирішує залучити його до справи. Під приводом підписання угоди, Чі А запрошує Ін Бома до свого агентства, де вирішує перевірити його можливості запропонувавши йому просто піднятись на другий поверх де мешкає привид її матері. На подив Чі А, Ін Бому з легкістю це вдається, це переконує її в не аби яких його екстрасенсорних здібностях про які він навіть не здогадується. Але і сам Ін Бом починає себе дивно відчувати після відвідин другого поверху агентства. Йому здається що він там колись вже був, і що все це якось пов'язано з його дядьком, який загадково сконав 20 років тому. Що б з'ясувати що сталося 20 років тому, Ін Бом погоджується на співпрацю з Чі А, яка призведе до багатьох неочікуваних наслідків та змусить його невдовзі переосмислити все своє життя.

## Акторський склад

### Головні ролі
- Чан На Ра — у ролі Хон Чі А. Талановита потомственна екзорцистка та власниця агентства нерухомості що спеціалізується на продажу будинків з привидами.
- Чон Йон Хва[en] — у ролі О Ін Бома[1]. Шахрай який видурює кошти в громадян користуючись створеними за допомогою голограми привидами, потім проводячи обряд вигнання духа. Випадково зустрівшись з Чі А, дізнається що дійсно має екстрасенсорні здібності та стає її компанйоном.
- Кан Маль Гим[en] — у ролі Чу Хва Чон[2]. Менеджер агентства Дебак. Має зв'язки в поліції яким користується для збирання інформації.
- Кан Хон Сок[en] — у ролі Хо Чі Чхоля[3]. Найкращій друг та компаньйон Ін Бома, талановитий хакер здатний під 'єднатись до будь-якої мережі. Раніше разом з Ін Бомом займався мілкими шахрайствами.
- Ан Гіль Кан[en] — у ролі До Хак Сона. Голова великої будівельної корпорації який йшов до успіху по головам. Вирішувати всі виникаючи проблеми він звик найбрутальнішими методами, не гребуючі навіть вбивствами.

### Другорядні ролі
- Пек Ин Хє[en] — у ролі Хон Мі Чін. Мати Чі А яка загинула 20 років тому під час проведення обряду екзорцизма, після чого стала духом.
- Чхве У Сон — у ролі Хьон Сіка. Студент який час від часу допомагав Чі А проводити ритуали.
- Пек Чі Вон[en] — у ролі Лі Ин Хє. Власниця найбільшої художньої галереї Кореї «Брітіум», де осилився привид художника.
- Со Чін Вон — у ролі Чо Хьон Со. Відомий художник який привласнював собі роботи свого помічника, і згодом його вбив.
- Ім Чі Кю[en] — у ролі Кім Бьон Хо. Художник роботи якого привласнював Хьон Со. Після смерті став привидом бажаючим помститись кривднику.
- Нам Кі Е — у ролі Чу Кьон Хї. Шістдесятирічна жінка яка на останні кошти придбала квартиру для своєї доньки, але її ошукали. Не витримавши стресу вона сконала від інфаркту та стала привидом.
- Пак Чі Йон — у ролі Лі Сон Сіль. Дівчина яка разом з подругою відкрила пекарню яка невдовзі стала дуже популярною, але власникам сусідніх крамниць це дуже не сподобалось і вони зробили все можливе щоб вигнати дівчат. Невдовзі Сон Сіль зникла безвісті.
- Пак Є Йон — у ролі Пак Ін Сук. Краща подруга Сон Сіль яка намагається з'ясувати що ж сталося, і куди зникла її подруга.
- Кім Чон Йон — у ролі Кім Со Мін. Власниця лазні яка вбила Сон Сіль а тіло дівчини приховала за фальшстіною у підвалі.
- Лі Чу Сіль — у ролі Ю Йон Сун. Жінка похилого віку діти якої намагаються продати її будинок, але там мешкає привид їхнього діда що декілька десятиліть тому втопився в колодязі.
- Кім Сон Бом — у ролі Кан Хан Сока. Поліцейський детектив який розслідуючи різні справи постійно перетинається з Чі А.
- Хо Дон Вон — у ролі Кім Те Чжіна. Гангстер, колишній власник нічного клубу, один з «шестірок» До Хак Сона.
- Пек Хьон Чжу — у ролі сусідки Чі А. Власниця їдальні, син якої Чан Хва загинув на будівництві та став привидом.
- Чі У[en] — у ролі Пе Су Чон. Подруга по переписці Хьо Чі Чхоля, останнім часом їй дошкуляє привид сусідки з верхнього поверху яку вбив маніяк.
- Кім Де Гон — у ролі О Сон Сіка. Дядько Ін Бома який 20 рокув тому спалив на замовлення До Хак Сона декілька будинків в яких загинули люди. Незабаром був убитий Хак Соном та став привидом.
- Пак Хан Соль — у ролі молодої Чу Хва Чон.
- Кім Мі Кьон[en] — у ролі мадам Йом. Близька подруга матері Чі А. Створює захисні амулети від одержимості.

## Рейтинги
- Найнижчі рейтинги позначені синім кольором, а найвищі — червоним кольором.

| Серія | Частина | Прем'єра       | AGB Nielsen          | AGB Nielsen | TNmS                 |
| Серія | Частина | Прем'єра       | загальнонаціональний | Сеул        | загальнонаціональний |
| ----- | ------- | -------------- | -------------------- | ----------- | -------------------- |
| 1     | 1       | 14 квітня 2021 | 4,1 %                | Н/Д         | 4,5 %                |
| 1     | 2       | 14 квітня 2021 | 5,3 %                | 4,9 %       | 5,6 %                |
| 2     | 1       | 15 квітня 2021 | 3,7%                 | Н/Д         | Н/Д                  |
| 2     | 2       | 15 квітня 2021 | 5,6 %                | 5,2 %       | 4,6 %                |
| 3     | 1       | 21 квітня 2021 | 3,7 %                | Н/Д         | Н/Д                  |
| 3     | 2       | 21 квітня 2021 | 5,9 %                | 5,7 %       | 4,9 %                |
| 4     | 1       | 22 квітня 2021 | 3,7 %                | Н/Д         | Н/Д                  |
| 4     | 2       | 22 квітня 2021 | 5,3 %                | 4,7 %       | 5,2 %                |
| 5     | 1       | 28 квітня 2021 | 5 %                  | 4,9 %       | 4,5 %                |
| 5     | 2       | 28 квітня 2021 | 6,3 %                | 5,9 %       | 5,7 %                |
| 6     | 1       | 29 квітня 2021 | 3,9 %                | Н/Д         | Н/Д                  |
| 6     | 2       | 29 квітня 2021 | 5,9 %                | 5,8 %       | 5,1 %                |
| 7     | 1       | 5 травня 2021  | 4,2 %                | Н/Д         | Н/Д                  |
| 7     | 2       | 5 травня 2021  | 6,1 %                | 5,4 %       | 4,3 %                |
| 8     | 1       | 6 травня 2021  | 4 %                  | Н/Д         | 4,4 %                |
| 8     | 2       | 6 травня 2021  | 5,9 %                | 5,4 %       | 5,4 %                |
| 9     | 1       | 12 травня 2021 | 4 %                  | Н/Д         | 4,3 %                |
| 9     | 2       | 12 травня 2021 | 5,8 %                | 4,9 %       | 6,3 %                |
| 10    | 1       | 13 травня 2021 | 4,5 %                | Н/Д         | 6,3 %                |
| 10    | 2       | 13 травня 2021 | 5,9 %                | 5,4 %       | 5,2 %                |
| 11    | 1       | 19 травня 2021 | 4,4 %                | Н/Д         | 4,8 %                |
| 11    | 2       | 19 травня 2021 | 6,5 %                | 6 %         | 6,1 %                |
| 12    | 1       | 20 травня 2021 | 5,1 %                | Н/Д         | 4,9 %                |
| 12    | 2       | 20 травня 2021 | 6,9%                 | 6,2%        | 6,5%                 |
| 13    | 1       | 26 травня 2021 | 3,9 %                | Н/Д         | Н/Д                  |
| 13    | 2       | 26 травня 2021 | 5,9 %                | 5,3 %       | 5,3 %                |
| 14    | 1       | 2 червня 2021  | 4 %                  | Н/Д         | Н/Д                  |
| 14    | 2       | 2 червня 2021  | 5,9 %                | 5,1 %       | 5,7 %                |
| 15    | 1       | 3 червня 2021  | 4,6 %                | Н/Д         | Н/Д                  |
| 15    | 2       | 3 червня 2021  | 5,8 %                | 5,4 %       | 4,8 %                |
| 16    | 1       | 9 червня 2021  | 4,3 %                | Н/Д         | Н/Д                  |
| 16    | 2       | 9 червня 2021  | 5,5 %                | 5 %         | 5,7 %                |

## Нагороди
| Рік  | Нагорода               | Категорія                                    | Отримувач   | Результат | Прим. |
| ---- | ---------------------- | -------------------------------------------- | ----------- | --------- | ----- |
| 2021 | 35-та Премія KBS драма | Нагорода за майстерність (актор мінісеріалу) | Чон Йон Хва | Перемога  | [ 7 ] |